# Tephrina sublimbata
Tephrina sublimbata là một loài bướm đêm trong họ Geometridae.